# Angela Hewitt
Angela Hewitt (née le 26 juillet 1958 à Ottawa) est une pianiste canadienne. Elle est particulièrement renommée pour ses enregistrements de Bach et de la musique française (Debussy, Ravel, etc.).

## Biographie

### Formation
Angela Hewitt grandit à Ottawa. Son père est l'organiste de la cathédrale Christ Church et sa mère enseigne la musique,. Elle apprend le piano dès l'âge de trois ans. Considérée comme une « enfant prodige », elle donne à neuf ans son premier récital, puis intègre le conservatoire royal de musique de Toronto. La jeune fille y étudie le piano avec Jean-Paul Sevilla, ainsi que le violon et le ballet, avant de poursuivre sa formation à Aix-en-Provence. Elle obtient un baccalauréat en musique de l'université d'Ottawa et est primée dans plusieurs concours internationaux. Durant les années 1980, elle s'établit en France et se perfectionne avec les pianistes Catherine Collard et Vlado Perlemuter. 

### Carrière
En 1985, Angela Hewitt remporte le 1er prix du concours international Bach de piano de Toronto, ce qui lui permet d'enregistrer un album pour le label Deutsche Grammophon et de se produire en concert,.
Au cours de sa carrière, elle enregistre les principales œuvres pour clavier de Bach, éditées par le label britannique Hyperion Records,. En 1999, son interprétation du Clavier bien tempéré lui permet de remporter un prix Juno dans la catégorie « album classique de l'année : solo ou musique de chambre » et est retenu par BBC Music Magazine parmi les 50 meilleurs disques de l'année.
Hewitt est également connue pour ses enregistrements des œuvres du compositeur de musique baroque François Couperin. Claude Debussy, Maurice Ravel ou encore Olivier Messiaen figurent également à son répertoire.
Au cours des années 1990, Hewitt cofonde l'association « Piano Six », qui organise des concerts classiques dans les zones rurales du Canada, avec les pianistes Angela Cheng, Janina Fialkowska (en), Marc-André Hamelin, André Laplante et Jon Kimura Parker (en),. En 2005, la pianiste créée le Trasimeno music festival, qui se tient annuellement près de Pérouse.
En 2020, des déménageurs endommagent irrémédiablement son piano, un F278 Fazioli, lors d'un transfert à Berlin.

## Récompenses et distinctions
Angela Hewitt reçoit le titre d'officier de l'Ordre du Canada en 2000. En 2006, elle est nommée officier de l'Ordre de l'Empire britannique. Elle est membre de la société royale du Canada.
Elle obtient le prix du Gouverneur général pour les arts du spectacle en 2002,. En 2006, la pianiste est nommée « artiste de l'année » par le magazine Gramophone.
En 1997, les clefs de la ville d'Ottawa sont remises à la pianiste. En 2012, le maire déclare la semaine du 14 au 20 mai « semaine Angela Hewitt » en reconnaissance de sa contribution au rayonnement culturel d'Ottawa.
En 2020, elle est la première femme à recevoir la médaille Bach de la ville de Leipzig.